# Артуро Відаль
Арту́ро Ера́змо Віда́ль Па́рдо (ісп. Arturo Erasmo Vidal Pardo 22 травня 1987, Сантьяго) — чилійський футболіст, центральний півзахисник чилійського «Коло-Коло» і збірної Чилі. Універсальний гравець, що вміє діяти як в півзахисті, так і в захисті.

## Клубна кар'єра
Відаль народився в Сан-Хоакін — робітничій комуні в столиці Чилі Сантьяго. Грав у футбольних школах клубів «Депортес Меліпілья», пізніше опинився в системі чилійського гранда «Коло-Коло».
У 2006 році дебютував у професійному футболі, зігравши в матчі «Коло-Коло» та «Універсидад де Чилі» (2-1). Відаль за 10 хвилин до кінця матчу замінив Гонсало Ф'єрро. У своєму першому сезоні Артуро відразу став чемпіоном Чилі. Наступний чемпіонат знову виявився переможним для «Коло-Коло», а роль Відаля в клубі зросла. Молодий футболіст зіграв в 30 матчах. Проявив себе чилієць і на більш високому рівні, забивши 3 м'ячі у розіграші Південноамериканського кубка 2006 року. Тоді ж на гравця звернули увагу скаути європейських клубів.
Сезон Апертури 2007 року став останнім для Відаля в складі «Коло-Коло», оскільки гравець підписав контракт з німецьким клубом «Баєр 04». Спортивний директор «аспіринової» Руді Феллер особисто літав у Чилі для підписання гравця. Повна сума операції склала 11 млн доларів, німці виплатили 70% його контракту за 7,7 млн одинадцятимільйонна угода стала найбільшою в історії «Коло-Коло», випередивши попереднього рекордсмена — трансфер Матіаса Фернадеса у «Вільярреал» (9 млн. $).
19 серпня 2007 Відаль дебютував у новому клубі в матчі з «Гамбургом», який завершився для «Баєра» поразкою. У половині ігор сезону чилієць виходив в основі, а для того, щоб відкрити рахунок своїм голам йому знадобилося 3 матчі. Чилієць зайняв в команді достатньо міцне положення, провівши в двох наступних сезонах 29 і 31 матч відповідно.
22 липня 2011 став гравцем туринського «Ювентуса». З гравцем був укладений п'ятирічний контракт. Сума трансферу склала 10,5 мільйонів євро. Відаль за два роки перебування в «Юве» завоював два титули чемпіона Італії, відразу ставши одним з ключових футболістів команди. На рахунку гравця 10 голів і 8 передач у розіграші Серії А 2012-13, що є найкращим показником в команді в обох категоріях.
28 липня 2015 офіційно став гравцем мюнхенської «Баварії». Контракт був розрахований на 4 роки, сума трансферу склала 37 мільйонів євро. У команді Артуро отримав 23-й номер. Провів у лавах баварців три сезони, протягом яких вони незмінно ставали чемпіоном Німеччини.
У серпні 2018 року приєднався до лав «Барселони». Офіційно трансферна сума не оголошувалася, однак оцінювалася у 18-19 мільйонів євро. Згодом трансфера вартість досвідченого чилійця продовжила стрімко знижуватися, і після двох сезонів у каталонському клубі Відаль повернувся до Італії, де його новим клубом став «Інтернаціонале», який підписав гравця на правах вільного агента.
Відіграв у Мілані два сезони, взявши участь у 51 грі Серії A.
14 липня 2022 року уклав контракт з бразильським «Фламенго».

## Виступи за збірні
У 2007 році в складі молодіжної збірної Чилі Відаль виступав на чемпіонаті Південної Америки і з 6-ма голами став там 2-м в списку бомбардирів. У тому ж році Артуро грав і на молодіжному чемпіонаті світу, де чилійці зайняли третє місце.
Все в тому ж 2007 році Відаль дебютував і в основній збірній, зігравши в матчі з командою Венесуели. Брав участь у відбірковій кампанії та фінальній частині чемпіонату світу 2010 року.
Був основним гравцем чилійців на переможних для них Кубках Америки 2015 і 2016 років, на яких відзначався відповідно трьома і двома забитими голами.
Після непопадання збірної Чилі на ЧС-2018, чимало критики обрушилось на Артуро Відаля. Зокрема, колишній тренер чилійців Хорхе Сампаолі заявив, що у 2015 році Відаль разом з іншими гравцями збірної розпивав віскі у на борту літаку. Також наречена воротаря збірної Чилі Клаудіо Браво зізналася, що більшість гравців національної команди на чолі з Відалем напились перед відповідальним матчем проти збірної Бразилії.
11 жовтня 2017 року Відаль заявив, що завершив свої виступи за збірну Чилі. Однак через день гравець змінив своє рішення. В соціальні мережі "Інстаграм" він опублікував наступний запис: «Чилі — це збірна воїнів, яких я не зраджу. Нам вдалося здійснити нашу мрію, але всі команди помиляються. Побачимося в наступній битві».
Навесні 2018 року провів свою соту гру за національну команду, а наступного року став учасником свого третього Кубка Америки, на якому збірна Чилі посіла четверте місце.

## Статистика виступів

### Статистика клубних виступів
Станом на 14 липня 2022
| Сезон                      | Команда                    | Чемпіонат                  | Чемпіонат | Чемпіонат | Національний кубок | Національний кубок | Національний кубок | Континентальні кубки | Континентальні кубки | Континентальні кубки | Інші змагання | Інші змагання | Інші змагання | Усього | Усього |
| Сезон                      | Команда                    | Ліга                       | Ігор      | Голів     | Ліга               | Ігор               | Голів              | Ліга                 | Ігор                 | Голів                | Ліга          | Ігор          | Голів         | Ігор   | Голів  |
| -------------------------- | -------------------------- | -------------------------- | --------- | --------- | ------------------ | ------------------ | ------------------ | -------------------- | -------------------- | -------------------- | ------------- | ------------- | ------------- | ------ | ------ |
| 2005                       | «Коло-Коло»                | ПД                         | 2         | 0         | -                  | -                  | -                  | КЛ                   | 0                    | 0                    | -             | -             | -             | 2      | 0      |
| 2006                       | «Коло-Коло»                | ПД                         | 19        | 0         | -                  | -                  | -                  | ПК                   | 12                   | 3                    | -             | -             | -             | 31     | 3      |
| 2007                       | «Коло-Коло»                | ПД                         | 15        | 2         | -                  | -                  | -                  | КЛ                   | 8                    | 0                    | -             | -             | -             | 23     | 2      |
| Усього за «Коло-Коло»      | Усього за «Коло-Коло»      | Усього за «Коло-Коло»      | 36        | 2         |                    | -                  | -                  |                      | 20                   | 3                    |               | -             | -             | 56     | 5      |
| 2007–08                    | «Баєр 04»                  | БЛ                         | 24        | 1         | КН                 | 0                  | 0                  | КУЄФА                | 9                    | 0                    | -             | -             | -             | 33     | 1      |
| 2008–09                    | «Баєр 04»                  | БЛ                         | 29        | 3         | КН                 | 6                  | 3                  | -                    | -                    | -                    | -             | -             | -             | 35     | 6      |
| 2009–10                    | «Баєр 04»                  | БЛ                         | 31        | 1         | КН                 | 1                  | 0                  | -                    | -                    | -                    | -             | -             | -             | 32     | 1      |
| 2010–11                    | «Баєр 04»                  | БЛ                         | 33        | 10        | КН                 | 2                  | 1                  | ЛЄ                   | 9                    | 2                    | -             | -             | -             | 44     | 13     |
| Усього за «Баєр 04»        | Усього за «Баєр 04»        | Усього за «Баєр 04»        | 117       | 15        |                    | 9                  | 4                  |                      | 18                   | 2                    |               | -             | -             | 144    | 21     |
| 2011–12                    | «Ювентус»                  | A                          | 33        | 7         | КІ                 | 2                  | 0                  | -                    | -                    | -                    | -             | -             | -             | 35     | 7      |
| 2012–13                    | «Ювентус»                  | A                          | 31        | 10        | КІ                 | 4                  | 1                  | ЛЧ                   | 9                    | 3                    | СІ            | 1             | 1             | 45     | 15     |
| 2013–14                    | «Ювентус»                  | A                          | 32        | 11        | КІ                 | 1                  | 0                  | ЛЧ+ЛЄ                | 6+6                  | 5+2                  | СІ            | 1             | 0             | 46     | 18     |
| 2014–15                    | «Ювентус»                  | A                          | 28        | 7         | КІ                 | 4                  | 0                  | ЛЧ                   | 12                   | 1                    | СІ            | 1             | 0             | 45     | 8      |
| Усього за «Ювентус»        | Усього за «Ювентус»        | Усього за «Ювентус»        | 124       | 35        |                    | 11                 | 1                  |                      | 33                   | 11                   |               | 3             | 1             | 171    | 48     |
| 2015–16                    | «Баварія»                  | БЛ                         | 30        | 4         | КН                 | 6                  | 1                  | ЛЧ                   | 11                   | 2                    | СН            | 1             | 0             | 48     | 7      |
| 2016–17                    | «Баварія»                  | БЛ                         | 27        | 4         | КН                 | 5                  | 1                  | ЛЧ                   | 8                    | 3                    | СН            | 1             | 1             | 41     | 9      |
| 2017–18                    | «Баварія»                  | БЛ                         | 22        | 6         | КН                 | 4                  | 0                  | ЛЧ                   | 8                    | 0                    | СН            | 1             | 0             | 35     | 6      |
| Усього за «Баварію»        | Усього за «Баварію»        | Усього за «Баварію»        | 79        | 14        |                    | 15                 | 2                  |                      | 27                   | 5                    |               | 3             | 1             | 124    | 22     |
| 2018–19                    | «Барселона»                | ПД                         | 33        | 3         | КІ                 | 8                  | 0                  | ЛЧ                   | 11                   | 0                    | СІ            | 1             | 0             | 53     | 3      |
| 2019–20                    | «Барселона»                | ПД                         | 33        | 8         | КІ                 | 2                  | 0                  | ЛЧ                   | 7                    | 0                    | СІ            | 1             | 0             | 43     | 8      |
| Усього за «Барселону»      | Усього за «Барселону»      | Усього за «Барселону»      | 66        | 11        |                    | 10                 | 0                  |                      | 18                   | 0                    |               | 2             | 0             | 96     | 11     |
| 2020–21                    | «Інтернаціонале»           | A                          | 23        | 1         | КІ                 | 3                  | 1                  | ЛЧ                   | 4                    | 0                    | -             | -             | -             | 30     | 2      |
| 2021–22                    | «Інтернаціонале»           | A                          | 28        | 1         | КІ                 | 5                  | 0                  | ЛЧ                   | 7                    | 1                    | СІ            | 1             | 0             | 41     | 2      |
| Усього за «Інтернаціонале» | Усього за «Інтернаціонале» | Усього за «Інтернаціонале» | 51        | 2         |                    | 8                  | 1                  |                      | 11                   | 1                    |               | 1             | 0             | 71     | 4      |
| Усього за кар'єру          | Усього за кар'єру          | Усього за кар'єру          | 474       | 78        |                    | 53                 | 8                  |                      | 127                  | 22                   |               | 9             | 2             | 662    | 110    |

### Статистика виступів за збірну
Станом на 14 липня 2022
| Дата       | Місто                  | Господарі        | Результат               | Гості             | Турнір                                 | Голи | Примітки       |
| ---------- | ---------------------- | ---------------- | ----------------------- | ----------------- | -------------------------------------- | ---- | -------------- |
| 7-2-2007   | Маракайбо              | Венесуела        | 0 – 1                   | Чилі              | товариський матч                       | -    | 90'            |
| 18-4-2007  | Мендоса                | Аргентина        | 0 – 0                   | Чилі              | товариський матч                       | -    | 35'            |
| 2-6-2007   | Сан-Хосе               | Коста-Рика       | 2 – 0                   | Чилі              | товариський матч                       | -    | 76'            |
| 5-6-2007   | Кінгстон (Ямайка)      | Ямайка           | 0 – 1                   | Чилі              | товариський матч                       | -    |                |
| 7-9-2007   | Відень                 | Швейцарія        | 2 – 1                   | Чилі              | товариський матч                       | -    | 28' 66'        |
| 13-10-2007 | Буенос-Айрес           | Аргентина        | 2 – 0                   | Чилі              | Відбір до ЧС 2010                      | -    | 25'            |
| 17-10-2007 | Сантьяго               | Чилі             | 2 – 0                   | Перу              | Відбір до ЧС 2010                      | -    |                |
| 18-11-2007 | Монтевідео             | Уругвай          | 2 – 2                   | Чилі              | Відбір до ЧС 2010                      | -    | 90+4'          |
| 26-3-2008  | Тель-Авів              | Ізраїль          | 1 – 0                   | Чилі              | товариський матч                       | -    | 68'            |
| 20-8-2008  | Стамбул                | Туреччина        | 1 – 0                   | Чилі              | товариський матч                       | -    |                |
| 7-9-2008   | Сантьяго               | Чилі             | 0 – 3                   | Бразилія          | Відбір до ЧС 2010                      | -    | 46'            |
| 10-9-2008  | Сантьяго               | Чилі             | 4 – 0                   | Колумбія          | Відбір до ЧС 2010                      | -    |                |
| 12-10-2008 | Кіто                   | Еквадор          | 1 – 0                   | Чилі              | Відбір до ЧС 2010                      | -    |                |
| 15-10-2008 | Сантьяго               | Чилі             | 1 – 0                   | Аргентина         | Відбір до ЧС 2010                      | -    | 87'            |
| 11-2-2009  | Полокване              | ПАР              | 0 – 2                   | Чилі              | товариський матч                       | -    |                |
| 12-8-2009  | Бреннбю                | Данія            | 1 – 2                   | Чилі              | товариський матч                       | -    |                |
| 5-9-2009   | Сантьяго               | Чилі             | 2 – 2                   | Венесуела         | Відбір до ЧС 2010                      | 1    |                |
| 9-9-2009   | Сальвадор              | Бразилія         | 4 – 2                   | Чилі              | Відбір до ЧС 2010                      | -    | 46'            |
| 10-10-2009 | Медельїн               | Колумбія         | 2 – 4                   | Чилі              | Відбір до ЧС 2010                      | -    | 74'            |
| 14-10-2009 | Сантьяго               | Чилі             | 1 – 0                   | Еквадор           | Відбір до ЧС 2010                      | -    | 67'            |
| 17-11-2009 | Жиліна                 | Словаччина       | 1 – 2                   | Чилі              | товариський матч                       | -    |                |
| 16-5-2010  | Мехіко                 | Мексика          | 1 – 0                   | Чилі              | товариський матч                       | -    |                |
| 30-5-2010  | Чильян                 | Чилі             | 1 – 0                   | Північна Ірландія | товариський матч                       | -    | 75'            |
| 16-6-2010  | Мбомбела               | Гондурас         | 0 – 1                   | Чилі              | ЧС 2010 - 1-й етап                     | -    | 81'            |
| 21-6-2010  | Порт-Елізабет          | Чилі             | 1 – 0                   | Швейцарія         | ЧС 2010 - 1-й етап                     | -    | 46'            |
| 25-6-2010  | Преторія               | Чилі             | 1 – 2                   | Іспанія           | ЧС 2010 - 1-й етап                     | -    |                |
| 28-6-2010  | Йоганнесбург           | Бразилія         | 3 – 0                   | Чилі              | ЧС 2010 - 1/8 фіналу                   | -    | 47'            |
| 17-11-2010 | Сантьяго               | Чилі             | 2 – 0                   | Уругвай           | товариський матч                       | 1    |                |
| 26-3-2011  | Лейрія                 | Португалія       | 1 – 1                   | Чилі              | товариський матч                       | -    |                |
| 29-3-2011  | Гаага                  | Чилі             | 2 – 0                   | Колумбія          | товариський матч                       | -    | 81'            |
| 23-6-2011  | Асунсьйон              | Парагвай         | 0 – 0                   | Чилі              | товариський матч                       | -    | 75'            |
| 4-7-2011   | Сан-Хуан               | Чилі             | 2 – 1                   | Мексика           | Копа Америка 2011 - 1-й етап           | 1    |                |
| 8-7-2011   | Мендоса                | Уругвай          | 1 – 1                   | Чилі              | Копа Америка 2011 - 1-й етап           | -    | 71'            |
| 17-7-2011  | Сан-Хуан               | Чилі             | 1 – 2                   | Венесуела         | Копа Америка 2011 - чвертьфінал        | -    | 80'            |
| 10-8-2011  | Монпельє               | Франція          | 1 – 1                   | Чилі              | товариський матч                       | -    |                |
| 2-9-2011   | Санкт-Галлен           | Іспанія          | 3 – 2                   | Чилі              | товариський матч                       | -    | 74'            |
| 4-9-2011   | Барселона              | Мексика          | 1 – 0                   | Чилі              | товариський матч                       | -    |                |
| 7-10-2011  | Буенос-Айрес           | Аргентина        | 4 – 1                   | Чилі              | Відбір до ЧС 2014                      | -    |                |
| 11-10-2011 | Сантьяго               | Чилі             | 4 – 2                   | Перу              | Відбір до ЧС 2014                      | -    |                |
| 2-6-2012   | Ла-Пас                 | Болівія          | 0 – 2                   | Чилі              | Відбір до ЧС 2014                      | 1    |                |
| 9-6-2012   | Пуерто-ла-Крус         | Венесуела        | 0 – 2                   | Чилі              | Відбір до ЧС 2014                      | -    |                |
| 11-9-2012  | Сантьяго               | Чилі             | 1 – 3                   | Колумбія          | Відбір до ЧС 2014                      | -    | 7'             |
| 12-10-2012 | Кіто                   | Еквадор          | 3 – 1                   | Чилі              | Відбір до ЧС 2014                      | -    | 86'            |
| 14-11-2012 | Санкт-Галлен           | Чилі             | 1 – 3                   | Сербія            | товариський матч                       | -    | 79'            |
| 6-2-2013   | Мадрид                 | Чилі             | 2 – 1                   | Єгипет            | товариський матч                       | -    | 79'            |
| 7-0-2013   | Асунсьйон              | Парагвай         | 1 – 2                   | Чилі              | Відбір до ЧС 2014                      | 1    |                |
| 11-6-2013  | Сантьяго               | Чилі             | 3 – 1                   | Болівія           | Відбір до ЧС 2014                      | 1    |                |
| 14-8-2013  | Бреннбю                | Чилі             | 6 – 0                   | Ірак              | товариський матч                       | -    | 68'            |
| 6-9-2013   | Сантьяго               | Чилі             | 3 – 0                   | Венесуела         | Відбір до ЧС 2014                      | 1    |                |
| 10-9-2013  | Женева                 | Іспанія          | 2 – 2                   | Чилі              | товариський матч                       | -    | 67'            |
| 11-10-2013 | Барранкілья            | Колумбія         | 3 – 3                   | Чилі              | Відбір до ЧС 2014                      | 1    |                |
| 15-10-2013 | Сантьяго               | Чилі             | 2 – 1                   | Еквадор           | Відбір до ЧС 2014                      | -    |                |
| 5-3-2014   | Штутгарт               | Німеччина        | 1 – 0                   | Чилі              | товариський матч                       | -    | 90'            |
| 4-6-2014   | Вальпараїсо            | Чилі             | 2 – 0                   | Північна Ірландія | товариський матч                       | -    | 77'            |
| 13-6-2014  | Куяба                  | Чилі             | 3 – 1                   | Австралія         | ЧС 2014 - 1-й етап                     | -    | 60'            |
| 18-6-2014  | Ріо-де-Жанейро         | Іспанія          | 0 – 2                   | Чилі              | ЧС 2014 - 1-й етап                     | -    | 26' 88'        |
| 28-6-2014  | Белу-Оризонті          | Бразилія         | 1 – 1 д.ч. (3 – 2 п.п.) | Чилі              | ЧС 2014 - 1/8 фіналу                   | -    | 87'            |
| 6-9-2014   | Санта-Клара            | Чилі             | 0 – 0                   | Мексика           | товариський матч                       | -    |                |
| 10-10-2014 | Вальпараїсо            | Чилі             | 3 – 0                   | Перу              | товариський матч                       | -    |                |
| 14-10-2014 | Антофагаста (місто)    | Чилі             | 2 – 2                   | Болівія           | товариський матч                       | 1    |                |
| 15-11-2014 | Талькауано             | Чилі             | 5 – 0                   | Венесуела         | товариський матч                       | -    | 76'            |
| 18-11-2014 | Сантьяго               | Чилі             | 1 – 2                   | Уругвай           | товариський матч                       | -    |                |
| 29-3-2015  | Лондон                 | Бразилія         | 1 – 0                   | Чилі              | товариський матч                       | -    | 80'            |
| 11-6-2015  | Сантьяго               | Чилі             | 2 – 0                   | Еквадор           | Копа Америка 2015 - 1-й етап           | 1    |                |
| 15-6-2015  | Сантьяго               | Чилі             | 3 – 3                   | Мексика           | Копа Америка 2015 - 1-й етап           | 2    | 36'            |
| 19-6-2015  | Сантьяго               | Чилі             | 5 – 0                   | Болівія           | Копа Америка 2015 - 1-й етап           | -    | 46'            |
| 24-6-2015  | Сантьяго               | Чилі             | 1 – 0                   | Уругвай           | Копа Америка 2015 - чвертьфінал        | -    |                |
| 29-6-2015  | Сантьяго               | Чилі             | 2 – 1                   | Перу              | Копа Америка 2015 - півфінал           | -    |                |
| 4-7-2015   | Сантьяго               | Чилі             | 0 – 0 д.ч. (4 – 1 п.п.) | Аргентина         | Копа Америка 2015 - Фінал              | -    | 1-й титул      |
| 8-10-2015  | Сантьяго               | Чилі             | 2 – 0                   | Бразилія          | Відбір до ЧС 2018                      | -    |                |
| 13-10-2015 | Ліма                   | Перу             | 3 – 4                   | Чилі              | Відбір до ЧС 2018                      | -    | 65'            |
| 12-11-2015 | Сантьяго               | Чилі             | 1 – 1                   | Колумбія          | Відбір до ЧС 2018                      | 1    | 69'            |
| 17-11-2015 | Монтевідео             | Уругвай          | 3 – 0                   | Чилі              | Відбір до ЧС 2018                      | -    | 15'            |
| 29-3-2016  | Баринас                | Венесуела        | 1 – 4                   | Чилі              | Відбір до ЧС 2018                      | 2    |                |
| 1-6-2016   | Сан-Дієго              | Мексика          | 1 – 0                   | Чилі              | товариський матч                       | -    | 74' 77'        |
| 7-6-2016   | Санта-Клара            | Аргентина        | 2 – 1                   | Чилі              | Копа Америка 2016 - 1-й етап           | -    | 19'            |
| 11-6-2016  | Фоксборо (Массачусетс) | Чилі             | 2 – 1                   | Болівія           | Копа Америка 2016 - 1-й етап           | 2    |                |
| 15-6-2016  | Філадельфія            | Чилі             | 4 – 2                   | Панама            | Копа Америка 2016 - 1-й етап           | -    |                |
| 19-6-2016  | Санта-Клара            | Мексика          | 0 – 7                   | Чилі              | Копа Америка 2016 - чвертьфінал        | -    | 39'            |
| 27-6-2016  | Іст-Ратерфорд          | Аргентина        | 0 – 0 д.ч. (2 – 4 п.п.) | Чилі              | Копа Америка 2016 - Фінал              | -    | 37' 2-й титул  |
| 1-9-2016   | Асунсьйон              | Парагвай         | 2 – 1                   | Чилі              | Відбір до ЧС 2018                      | 1    |                |
| 6-9-2016   | Сантьяго               | Чилі             | 3 – 0                   | Болівія           | Відбір до ЧС 2018                      | -    | 90+2'          |
| 6-10-2016  | Кіто                   | Еквадор          | 3 – 0                   | Чилі              | Відбір до ЧС 2018                      | -    |                |
| 11-10-2016 | Сантьяго               | Чилі             | 2 – 1                   | Перу              | Відбір до ЧС 2018                      | 2    | 89'            |
| 10-11-2016 | Барранкілья            | Колумбія         | 0 – 0                   | Чилі              | Відбір до ЧС 2018                      | -    | 90+1'          |
| 15-11-2016 | Сантьяго               | Чилі             | 3 – 1                   | Уругвай           | Відбір до ЧС 2018                      | -    | 34' 58'        |
| 28-3-2017  | Сантьяго               | Чилі             | 3 – 1                   | Венесуела         | Відбір до ЧС 2018                      | -    |                |
| 3-6-2017   | Сантьяго               | Чилі             | 3 – 0                   | Буркіна-Фасо      | товариський матч                       | 2    | 78'            |
| 9-6-2017   | Москва                 | Росія            | 1 – 1                   | Чилі              | товариський матч                       | -    | 81'            |
| 13-6-2017  | Клуж-Напока            | Румунія          | 3 – 2                   | Чилі              | товариський матч                       | -    | 54'            |
| 18-6-2017  | Москва                 | Камерун          | 0 – 2                   | Чилі              | Кубок Конфедерацій                     | 1    |                |
| 22-6-2017  | Казань                 | Німеччина        | 1 – 1                   | Чилі              | Кубок Конфедерацій                     | -    |                |
| 25-6-2017  | Москва                 | Чилі             | 1 – 1                   | Австралія         | Кубок Конфедерацій                     | -    | 57'            |
| 28-6-2017  | Казань                 | Португалія       | 0 – 0 д.ч. (0 – 3 п.п.) | Чилі              | Кубок Конфедерацій                     | -    |                |
| 2-7-2017   | Санкт-Петербург        | Чилі             | 0 – 1                   | Німеччина         | Кубок Конфедерацій                     | -    | 59'            |
| 31-8-2017  | Сантьяго               | Чилі             | 0 – 3                   | Парагвай          | Відбір до ЧС 2018                      | -    | 90+5'          |
| 5-9-2017   | Ла-Пас                 | Болівія          | 1 – 0                   | Чилі              | Відбір до ЧС 2018                      | -    | 80'            |
| 5-10-2017  | Сантьяго               | Чилі             | 2 – 1                   | Еквадор           | Відбір до ЧС 2018                      | -    | 59'            |
| 24-3-2018  | Стокгольм              | Швеція           | 1 – 2                   | Чилі              | товариський матч                       | 1    | 90+2'          |
| 27-3-2018  | Ольборг                | Данія            | 0 – 0                   | Чилі              | товариський матч                       | -    | 82' 100-та гра |
| 11-9-2018  | Сувон                  | Південна Корея   | 0 – 0                   | Чилі              | товариський матч                       | -    | 74'            |
| 13-10-2018 | Маямі                  | Перу             | 3 – 0                   | Чилі              | товариський матч                       | -    |                |
| 17-10-2018 | Сантьяго-де-Керетаро   | Мексика          | 0 – 1                   | Чилі              | товариський матч                       | -    |                |
| 16-11-2018 | Ранкагуа               | Чилі             | 2 – 3                   | Коста-Рика        | товариський матч                       | -    |                |
| 20-11-2018 | Темуко                 | Чилі             | 4 – 1                   | Гондурас          | товариський матч                       | 2    | 58'            |
| 23-3-2019  | Сан-Дієго              | Мексика          | 3 – 1                   | Чилі              | товариський матч                       | -    |                |
| 27-3-2019  | Х'юстон                | США              | 1 – 1                   | Чилі              | товариський матч                       | -    | 90+2'          |
| 6-6-2019   | Ла-Серена (Чилі)       | Чилі             | 2 – 1                   | Гаїті             | товариський матч                       | -    |                |
| 17-6-2019  | Сан-Паулу              | Японія           | 0 – 4                   | Чилі              | Копа Америка 2019 - 1-й етап           | -    | 78'            |
| 21-6-2019  | Сальвадор              | Еквадор          | 1 – 2                   | Чилі              | Копа Америка 2019 - 1-й етап           | -    | 86' 90+2'      |
| 29-6-2019  | Сан-Паулу              | Колумбія         | 0 – 0 д.ч. (4 – 5 п.п.) | Чилі              | Копа Америка 2019 - чвертьфінал        | -    | 59'            |
| 3-7-2019   | Порту-Алегрі           | Чилі             | 0 – 3                   | Перу              | Копа Америка 2019 - півфінал           | -    |                |
| 6-7-2019   | Сан-Паулу              | Аргентина        | 2 – 1                   | Чилі              | Копа Америка 2019 - матч за 3-тє місце | 1    | 26'            |
| 12-10-2019 | Аліканте               | Колумбія         | 0 – 0                   | Чилі              | товариський матч                       | -    | 73' 90+3'      |
| 15-10-2019 | Аліканте               | Чилі             | 3 – 2                   | Гвінея            | товариський матч                       | 1    | кап.           |
| 8-10-2020  | Монтевідео             | Уругвай          | 2 – 1                   | Чилі              | Відбір до ЧС 2022                      | -    |                |
| 13-10-2020 | Сантьяго               | Чилі             | 2 – 2                   | Колумбія          | Відбір до ЧС 2022                      | 1    | 30'            |
| 13-11-2020 | Сантьяго               | Чилі             | 2 – 0                   | Перу              | Відбір до ЧС 2022                      | 2    |                |
| 17-11-2020 | Каракас                | Венесуела        | 2 – 1                   | Чилі              | Відбір до ЧС 2022                      | 1    |                |
| 14-6-2021  | Ріо-де-Жанейро         | Аргентина        | 1 – 1                   | Чилі              | Копа Америка 2021 - 1-й етап           | -    | 35' 85'        |
| 18-6-2021  | Куяба                  | Чилі             | 1 – 0                   | Болівія           | Копа Америка 2021 - 1-й етап           | -    | 69'            |
| 21-6-2021  | Куяба                  | Уругвай          | 1 – 1                   | Чилі              | Копа Америка 2021 - 1-й етап           | -    | 69'            |
| 24-6-2021  | Бразиліа               | Чилі             | 0 – 2                   | Парагвай          | Копа Америка 2021 - 1-й етап           | -    |                |
| 2-7-2021   | Ріо-де-Жанейро         | Бразилія         | 1 – 0                   | Чилі              | Копа Америка 2021 - чвертьфінал        | -    | 88'            |
| 2-9-2021   | Сантьяго               | Чилі             | 0 – 1                   | Бразилія          | Відбір до ЧС 2022                      | -    |                |
| 5-9-2021   | Кіто                   | Еквадор          | 0 – 0                   | Чилі              | Відбір до ЧС 2022                      | -    |                |
| 9-9-2021   | Кіто                   | Колумбія         | 3 – 1                   | Чилі              | Відбір до ЧС 2022                      | -    | 30'            |
| 10-10-2021 | Сантьяго               | Чилі             | 2 – 0                   | Парагвай          | Відбір до ЧС 2022                      | -    |                |
| 14-10-2021 | Сантьяго               | Чилі             | 3 – 0                   | Венесуела         | Відбір до ЧС 2022                      | -    |                |
| 11-11-2021 | Асунсьйон              | Парагвай         | 0 – 1                   | Чилі              | Відбір до ЧС 2022                      | -    | 77'            |
| 16-11-2021 | Сантьяго               | Чилі             | 0 – 2                   | Еквадор           | Відбір до ЧС 2022                      | -    | 13'            |
| 24-3-2022  | Ріо-де-Жанейро         | Бразилія         | 4 – 0                   | Чилі              | Відбір до ЧС 2022                      | -    |                |
| 29-3-2022  | Сантьяго               | Чилі             | 0 – 2                   | Уругвай           | Відбір до ЧС 2022                      | -    | 81'            |
| Усього     |                        | Матчів (5 місце) | 133                     |                   | Голів (5 місце)                        | 32   |                |

## Особисте життя
У листопаді 2011 року батько футболіста, Ерасмо Сегундо Відаль, і його рідна тітка, Сусана Відаль Наварро, були затримані поліцією за зберігання наркотиків.

## Досягнення
| Чилі - Володар Копа Америка (2): 2015, 2016. Коло-Коло - Чемпіон Чилі (4): Апертура 2006, Клаусура 2006, Апертура 2007, 2024 - Володар суперкубка Чилі (1): 2024 Ювентус - Чемпіон Італії (4): 2011-12, 2012-13,2013-14,2014-15 - Переможець Кубка Італії (1): 2014-15 - Переможець Суперкубка Італії (2): 2012, 2013 Баварія - Чемпіон Німеччини (3): 2015-16, 2016-17, 2017-18 - Володар кубка Німеччини (1): 2015-16 - Володар Суперкубка Німеччини (2): 2016, 2017 | Барселона - Володар Суперкубка Іспанії (1): 2018 - Чемпіон Іспанії (1): 2018-19 Інтернаціонале - Чемпіон Італії (1): 2020-21 - Володар Кубка Італії (1): 2021–22 - Володар Суперкубка Італії (1): 2021 Фламенгу - Володар Кубка Лібертадорес (1): 2022 - Володар Кубка Бразилії (1): 2022 |